# Přídatné spoluvlastnictví
Přídatné spoluvlastnictví je spoluvlastnictví věci, jejímiž spoluvlastníky jsou vlastníci samostatných věcí určených k takovému užívání, že tyto věci vytvářejí místně i účelem vymezený celek, přičemž tato společná věc slouží společnému účelu tak, že bez ní není užívání samostatných věcí dobře možné. V českém právu je upraveno v ustanoveních § 1223–1235 občanského zákoníku.
V této formě spoluvlastnictví může být například pozemek s parkovištěm u chatové osady, kdy vlastníci jednotlivých pozemků tvořících osadu mají v přídatném spoluvlastnictví pozemek s parkovištěm. Přiměřeně se přídatné spoluvlastnictví může použít také v případě věci, která není samostatnou, ale kterou si spoluvlastníci pořídili společně, aby jim sloužila, např. zavlažovací zařízení. Využití věci v přídatném spoluvlastnictví pak nelze žádnému ze spoluvlastníků bránit, na druhou stranu jde o právo, nikoli povinnost a spoluvlastník je tak nemusí vykonávat. Jestliže by se ale tohoto práva výslovně vzdal, zavázal by tím jen sám sebe. Vlastnictví k podílu na věci v přídatném spoluvlastnictví je nerozlučně spjato s vlastnictvím věci, k jejímuž využití věc v přídatném spoluvlastnictví slouží. Samostatný převod takové věci nebo podílu na věci v přídatném spoluvlastnictví není možný. Obdobně to platí i pro zatížení předkupním právem, právem zpětné koupě nebo obdobným způsobem, jakož i pro zřízení zástavního práva nebo obdobné jistoty. 

## Vznik a zánik přídatného spoluvlastnictví

### Vznik
Přídatné spoluvlastnictví může vzniknout za naplnění několika podmínek (samozřejmě vedle dohody stran). Je třeba existence dvou nebo více samostatných věcí, které vytvářejí místně a účelem vymezený celek. Dále musí existovat i věc, která bude sloužit společnému účelu všech vlastníků samostatných věcí, a navíc bez existence této věci není možné samostatnou věc užívat. Spoluvlastníkem věci tedy nemůže být jiná osoba, než vlastník hlavní věci. V případě, že se přídatné spoluvlastnictví týká nemovité věci zapsané do veřejného seznamu, musí být rovněž tato skutečnost reflektována vkladem do katastru nemovitostí. Podkladem pro vklad může být smlouva, kterou spoluvlastníci nabývají vlastnické právo k věci, ale i samostatná smlouva, v níž spoluvlastníci podřídí věc, kterou již mají ve svém spoluvlastnictví, zvláštnímu režimu přídatného spoluvlastnictví. Tímto způsobem se například mohou domluvit vlastníci nemovitostí, kteří využívají společnou příjezdovou cestu nebo společné parkoviště. Přídatné spoluvlastnictví rovněž může vzniknout ke společné cestě v zahrádkářské kolonii, jenž poskytuje přístup k zahrádkám jednotlivých vlastníků nemovitostí. 

### Zánik
Oddělit se z přídatného spoluvlastnictví lze za podmínky, že věc, k jejímuž využití věc v přídatném spoluvlastnictví až dosud sloužila, zanikla nebo změnila svůj účel tak, že věc v přídatném spoluvlastnictví už není potřebná. Ze stejného důvodu může kterýkoli z dalších spoluvlastníků navrhnout soudu, aby účast spoluvlastníka v přídatném spoluvlastnictví zrušil a přikázal jeho podíl za náhradu zbývajícím spoluvlastníkům podle poměru jejich podílů. Možnost žaloby na oddělení má ovšem i sám spoluvlastník, nedojde-li k dohodě. Pozbude-li věc v přídatném spoluvlastnictví svůj účel, zanikne toto spoluvlastnictví a spoluvlastníci se vypořádají podle obecných ustanovení o zrušení spoluvlastnictví. Dokud tento účel trvá, nelze přídatné spoluvlastnictví zrušit, ledaže se všichni spoluvlastníci dohodnou na odnětí jejímu účelu.

## Správa věci v přídatném spoluvlastnictví
Běžnou správu věci v přídatném spoluvlastnictví zajišťuje správce. Z právního jednání správce v záležitostech běžné správy jsou spoluvlastníci i správce oprávněni a zavázáni společně a nerozdílně.

### Určení správce věci v přídatném spoluvlastnictví
Nedohodnou-li se spoluvlastníci jinak, zvolí k běžné správě věci v přídatném spoluvlastnictví jednoho ze spoluvlastníků jako správce. Dohoda není nijak limitována, lze zvolit i více správců, a to nejen z okruhu spoluvlastníků. Také nedojde-li k jiné dohodě o volbě samotné, volí spoluvlastníci správce většinou hlasů, kde každý spoluvlastník má jeden hlas. Spoluvlastník, který pro zvolení správce nehlasoval, se může do třiceti dnů od přijetí rozhodnutí bránit tím, že navrhne soudu, aby správce odvolal, jsou-li pro to důležité důvody, a aby jmenoval správcem jiného spoluvlastníka. Není-li ale správce spoluvlastníky zvolen ani po třech měsících, jmenuje ho na návrh kteréhokoli spoluvlastníka soud. Jestliže by byli spoluvlastníci pasivní a ani jeden z nich by takový návrh k soudu nepodal, může se stát správcem ten z nich, kdo se ujme běžné správy věci o své vůli, ledaže tomu bude jiný spoluvlastník v prvních třech měsících odporovat.

### Financování správy věci
Na správu věci v přídatném spoluvlastnictví přispívají spoluvlastníci poměrně podle velikosti svých podílů. Není-li mezi nimi jiné dohody, skládají k rukám správce nejpozději k 31. lednu každého roku přiměřenou zálohu, na velikosti jejich úhrnu se musí předem většinou hlasů dohodnout. Nepřijmou-li spoluvlastníci takové rozhodnutí do konce předcházejícího roku, platí, že byl úhrn záloh pro další rok stanoven částkou složenou na zálohách v posledním roce zvýšenou o desetinu. Není-li možné úhrn záloh takto stanovit, určí jej na návrh správce soud. Jestliže by některý z nich dohodnutou částku nesložil, mohl by se jí správce domáhat u soudu.

### Odvolání správce
K odvolání správce stačí prostá většina hlasů, není-li dohodnuto jinak, byl-li však správce nakonec jmenován soudem, mohou ho spoluvlastníci odvolat minimálně dvěma třetinami hlasů spoluvlastníků. Z důležitého důvodu (věk či zdravotní stav objektivně znemožňující řádnou správu věci v přídatném spoluvlastnictví, dlouhodobě špatné výsledky správy apod.) ho ovšem kdykoli na návrh spoluvlastníků, kteří disponují alespoň třetinou hlasů, odvolá soud.